# 安西路 (上海)
安西路是中華人民共和國上海市長寧區一條南北走向道路，共分三段，其中北段南起武夷路，北至長寧路。中段南起番禺路222弄，北至延安西路，南段南起安順路。道路全長920米，於1953年至1957年間修築，道路名稱來自於甘肅省酒泉市瓜州縣的曾用名安西縣。